# 炒肝

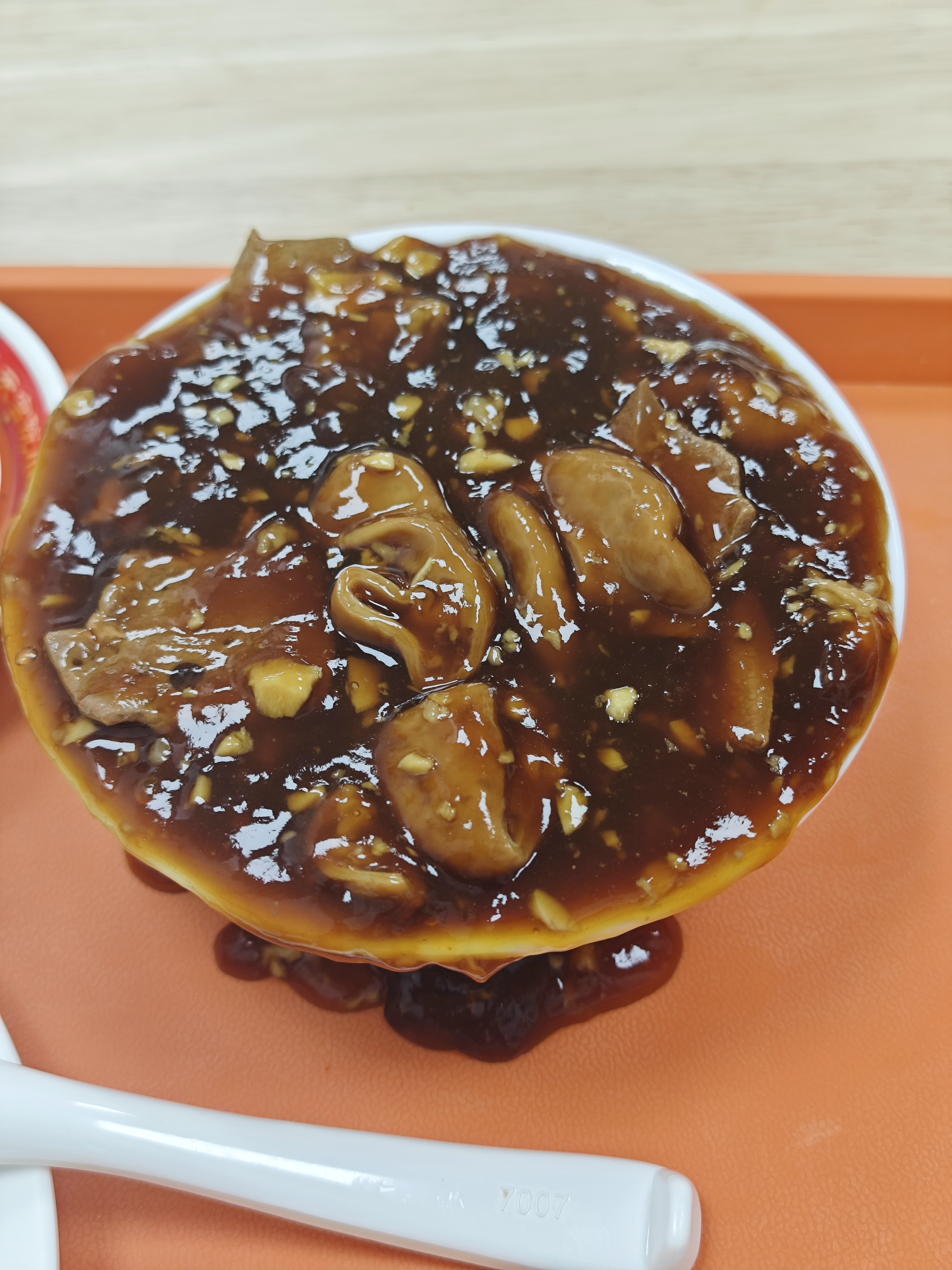
炒肝の例

炒肝（チャオガン）は、伝統的な北京料理の一種、スープ料理である。

## 概要
「炒」という字が含まれるが、炒め料理ではなく、片栗粉でとろみを付けた濃厚なスープである。
主に豚の肝臓、大腸など使用し、ニンニクで味付けを行い、片栗粉でとろみを付ける。スープは油分が多く、赤みがあり、肝臓の香りがする。大腸の脂身が多く、味は濃いが、脂っこくはないのが特徴。
北京では、炒肝を食する際にスプーンの類は用いられず、通常は椀の周りに沿ってすする形で炒肝を飲む。饅頭 (マントウ)や角煮が入った饅頭などの蒸しパンと共に食されることが多く、朝食としても定番の1つとなっている。

## 歴史
宋の時代に民間料理であった肝臓の煮物と肺の炒め物が原型となっている。

## 著名店舗
姚記炒肝
炒肝が名物料理となっている。
2011年8月18日に予告なくジョー・バイデンが店を訪れて食事をしていたことで、2020年にバイデンが第46代アメリカ合衆国大統領に当選した際に話題となった。
ただし、2011年の時にはバイデンは炒肝を食してはいない。